# Nostocales
Nostocales son un orden de cianobacterias filamentosas, capaces de formar acinetos y heterocitos. por lo que son fijadores de nitrógeno. Incluyen numerosos géneros, entre los que destacan Nostoc y Anabaena.

## Taxonomía
El orden Nostocales incluye las siguientes familias:
- Familia Microchaetaceae
- Familia Nostocaceae
- Familia Rivulariaceae
- Familia Scytonemataceae
- Familia Borzinemataceae
- Familia Chlorogloeopsidaceae
- Familia Hapalosiphonaceae
- Familia Symphyonemataceae
- Familia Loriellaceae
- Familia Stigonemataceae